# Videojuego sin competitividad
Los videojuegos sin competitividad son una clase de software en la frontero entre los videojuegos y los juguetes. También se les llama «juego que no es un videojuego», un término acuñado por el difunto presidente de Nintendo, Satoru Iwata, quien lo describe como «una forma de entretenimiento que realmente no tiene un ganador ni una conclusión real».Will Wright había utilizado anteriormente el término «juguete de software» para el mismo propósito. La principal diferencia entre este tipo de juegos que no son videojuegos y los videojuegos tradicionales es la falta de objetivos, metas y desafíos estructurados. Esto permite al jugador un mayor grado de autoexpresión, jugando en modo libre, ya que puede establecer sus propios objetivos a alcanzar. Algunos géneros que se han considerado de este tipo pueden ser los de software de aprendizaje de idiomas, juegos de mesa digitales, juegos de rompecabezas, juegos de simulación y juegos de arte.

## Historia
Este tipo de juegos han existido desde los inicios de los videojuegos, aunque no ha habido un término específico para ellos. Uno de los primeros fue Surround de Atari Inc. de 1977, un juego de serpientes de dos jugadores para Atari VCS, que contiene un modo de dibujo de forma libre llamado «Videografiti». Otros ejemplos posteriores que se vendieron como juegos pero presentan una experiencia menos estructurada son Alien Garden (Epyx, 1982), Moondust (Creative Software, 1983), Worms? (uno de los títulos de lanzamiento de 1983 de Electronic Arts), I, Robot (Atari, 1983), que contiene un «modo sin competitividad» llamado «Doodle City», y Psychedelia de Jeff Minter (Llamasoft, 1984), que es un sintetizador de luz interactivo.

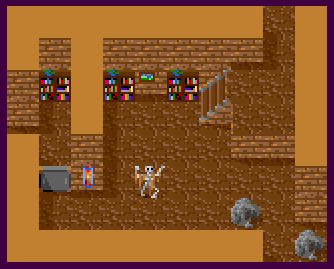
Un mapa creado en Adventure Construction Set.

El Pinball Construction Set de Bill Budge (Electronic Arts, 1983) popularizó un software en el que construir algo es más entretenido que jugar con el producto terminado. En menor medida, algunos juegos se convirtieron en sets de construcción mediante la inclusión de editores de niveles, como Lode Runner de Doug Smith (Broderbund, 1983), Mr. Robot and His Robot Factory de Ron Rosen (Datamost, 1983) y Rally Speedway de John Anderson (Adventure International, 1983). Le siguieron otros sets de construcción, como Adventure Construction Set (1984) y Racing Destruction Set (1985) de EA.
En enero de 1984, Joel Gluck presentó un juguete sencillo llamado Bounce en su columna de diseño de juegos en ANALOG Computing. Bounce permite a los usuarios dibujar líneas y luego soltar un bloque que deja un rastro permanente a medida que se mueve por la pantalla, creando patrones al rebotar en los obstáculos. El programa está diseñado específicamente para no tener objetivos ni llevar un registro de resultados, simplemente entretener al usuario en el momento. Bounce tuvo varias versiones en ANALOG, incluida una que permite activar varios bloques a la vez.
El juego de simulación de 1989 SimCity fue llamado un juguete de software por su creador Will Wright, ya que no hay un objetivo final en el juego principal; existen escenarios con objetivos paralelos del juego, como SimCity 2000, pero estos no son principales.
Este tipo de videojuegos han tenido un éxito especial en las plataformas Nintendo DS y Wii, donde una amplia gama de títulos japoneses han atraído a un número cada vez mayor de jugadores causales. Estos también podían ser de software de aprendizaje de idiomas para inglés y japonés (incluido uno para la memorización de kanji), juegos de aprendizaje de Go, juegos de rompecabezas y juegos de cocina.

## Lectura adicional
- gamesindustry.biz: ¿Cuándo un juego no es un juego?
- «Lost Garden» (enlace roto disponible en este archivo).
- Qubrix Brain Twister: un juguete combinatorio 3D.

- Datos: Q749749